# Маурісіо Арос
Маурісіо Арос (ісп. Mauricio Aros, нар. 9 березня 1976, Пунта-Аренас) — чилійський футболіст, що грав на позиції захисника.
Виступав, зокрема, за клуби «Універсідад де Чилі» та «Феєнорд», а також національну збірну Чилі, у складі якої був учасником чемпіонаті світу та трьох Кубків Америки.

## Клубна кар'єра
Народився 9 березня 1976 року в місті Пунта-Аренас. Вихованець футбольної школи клубу «Депортес Консепсьйон». Дорослу футбольну кар'єру розпочав 1995 року в основній команді того ж клубу, в якій провів три сезони, взявши участь у 63 матчах чемпіонату.
У 1997 році Маурісіо перейшов в столичний «Універсідад де Чилі». З клубом новий він двічі завоював Кубок Чилі і виграв чемпіонат. У 2001 році Арос перейшов в нідерландський «Феєнорд». Через високу конкуренцію він не зміг пробитися в основу і зіграв всього в п'яти матчах, але став володарем Кубка УЄФА 2001/02. Для отримання ігрової практики в 2002 році Маурісіо на правах оренди перейшов у тель-авівський «Маккабі». В кінці сезону він став чемпіоном Ізраїлю. Влітку 2003 року також на правах оренди Арос відправився «Аль-Гіляль» з Саудівської Аравії.
У середині 2004 року контракт Маурісіо закінчився, і він повернувся в Чилі, де до кінця року виступав за «Уачіпато», а потім два сезони виступав за «Кобрелоа».
У 2007 році Арос перейшов у «Універсідад де Консепсьйон» з яким втретє став чемпіоном Чилі. Відігравши два сезони він покинув клуб і виступав за «О'Хіггінс».
Завершив професійну ігрову кар'єру у клубі «Уніон Темуко», за який виступав протягом 2011—2012 років.

## Виступи за збірні
1995 року залучався до складу молодіжної збірної Чилі.
29 квітня 1998 року дебютував в офіційних іграх у складі національної збірної Чилі в товариському матчі проти збірної Литви, а вже влітку поїхав на чемпіонат світу 1998 року у Франції, де зіграв лише в одному матчі проти Бразилії.
Наступного року поїхав з командою на Кубок Америки 1999 року у Парагваї. Там Арос дійшов з командою до півфіналу, в якому саме Маурісіо єдиний не забив післяматчеве пенальті, через що чилійці не потрапили у фінал. Згодом брав участь у розіграшу Кубка Америки 2001 року у Колумбії та 2004 року у Перу. На другому турнірі, 14 липня 2004 року, Арос зіграв у матчі групового етапу проти Коста-Рики, де чилійці програли 1:2 і не вийшли з групи. Цей матч став останнім за збірну для Маурісіо.
Протягом кар'єри у національній команді, яка тривала 7 років, провів у формі головної команди країни 30 матчів.

## Титули і досягнення
- Чемпіон Чилі (2):

«Універсідад де Чилі»: 1999, 2000
- Чемпіон Ізраїлю (1):

«Маккабі» (Тель-Авів): 2002–03
- Володар Кубка УЄФА (1):

«Феєнорд»: 2001–02